# 保保站

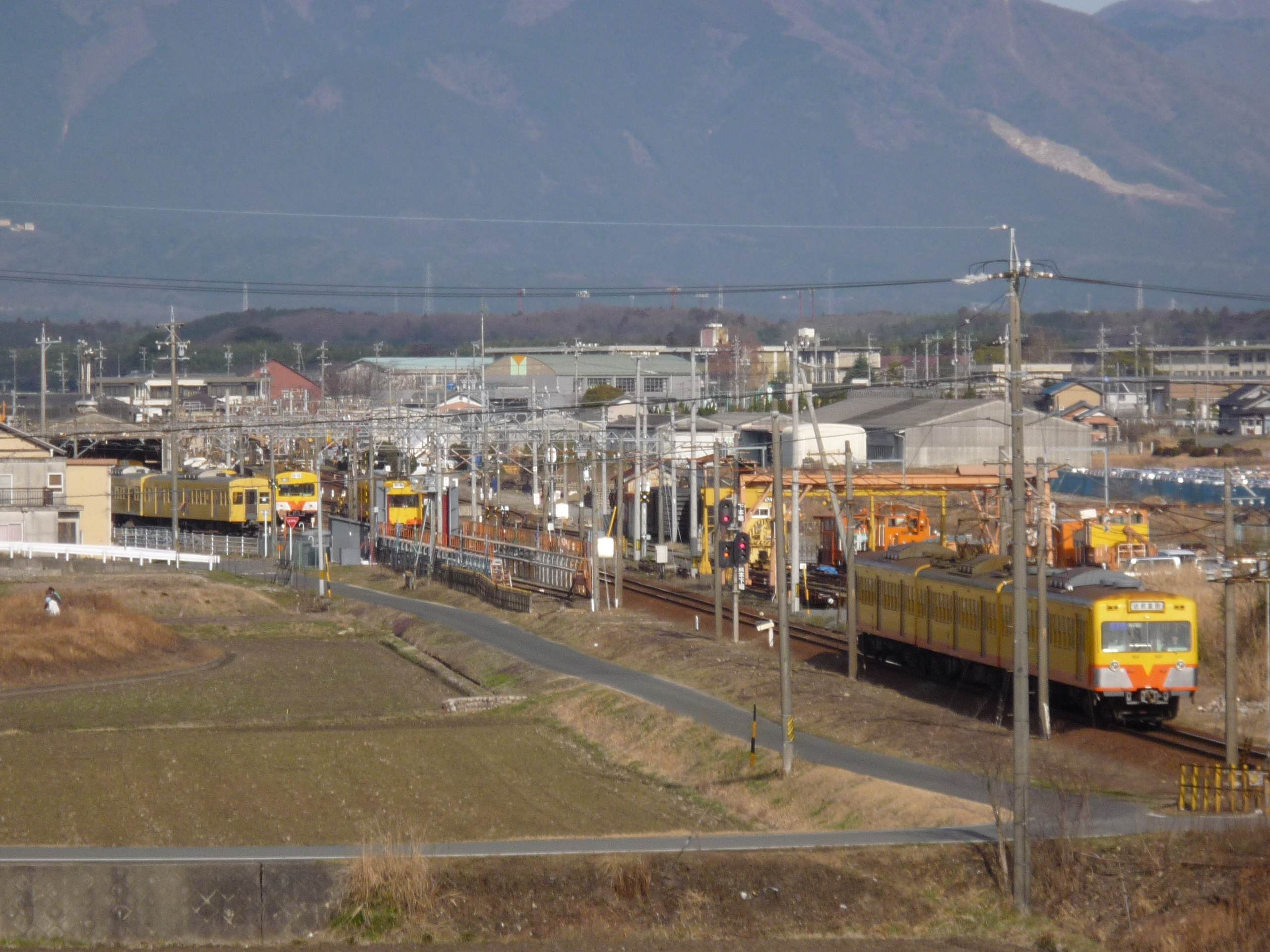
保保車輛區

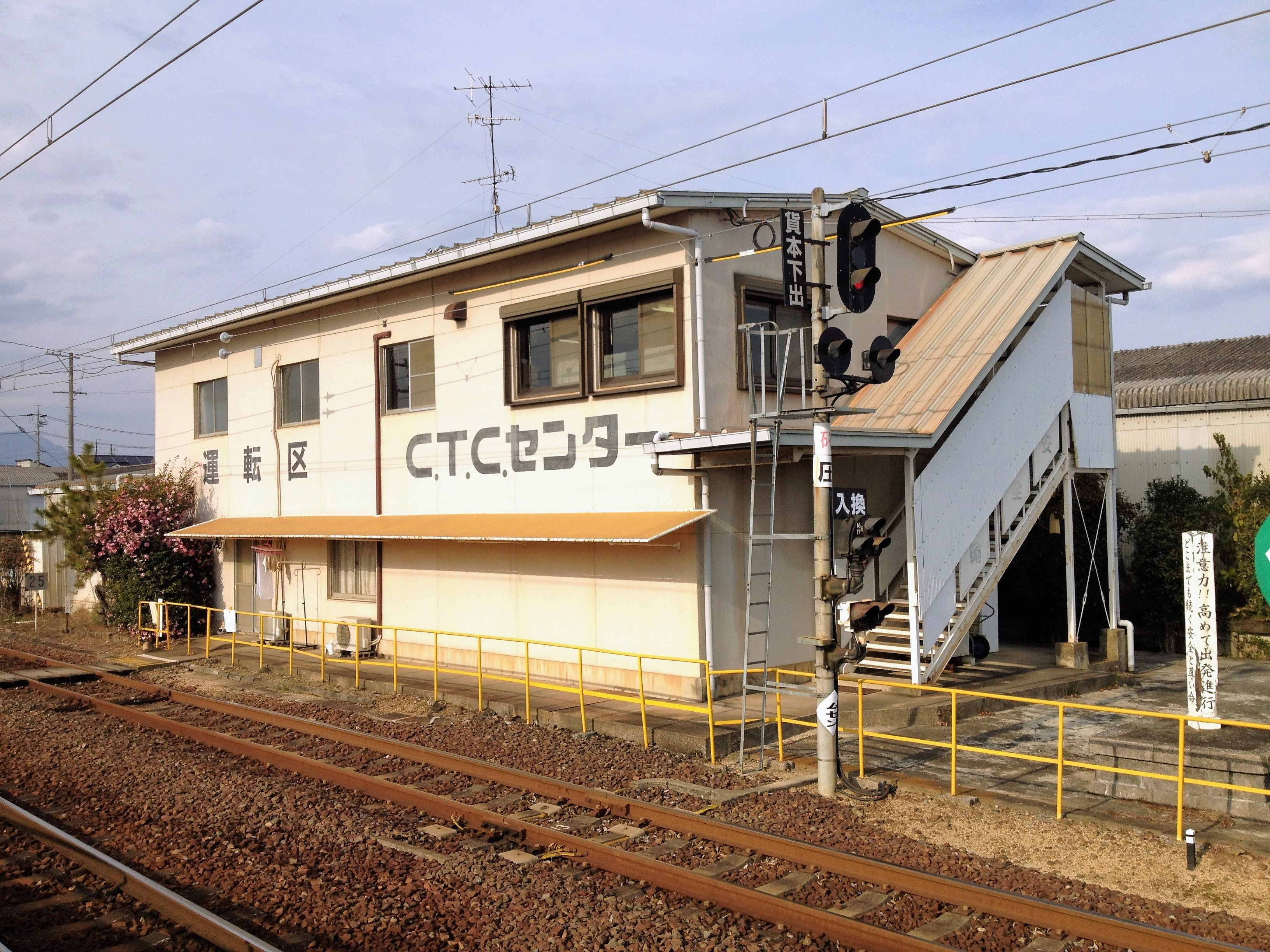
站內的CTC中心（2017年12月10日）

保保站（日语：／ Hobo eki */?）是位於三重縣四日市市小牧町，屬於三岐鐵道的三岐線車站。此站為三岐線在運輸上的中樞車站。站內設有車輛區、設施區及控制中心。

## 歷史
- 1931年（昭和6年）7月23日 - 此站啟用[1]。

## 車站構造
此站是設有1面2線島式月台的地面車站。

## 時間表
此站至近鐵富田站之間設有數班定期區間列車。過去較多列車於此站折返。2003年（平成15年）起延長至西藤原站。

## 利用狀況
根據「三重縣統計書」，以下為1日平均乘車人次。
| 年度   | 一日平均 乘車人次 |
| ------ | ----------------- |
| 1997年 | 372               |
| 1998年 | 392               |
| 1999年 | 403               |
| 2000年 | 435               |
| 2001年 | 463               |
| 2002年 | 461               |
| 2003年 | 468               |
| 2004年 | 474               |
| 2005年 | 523               |
| 2006年 | 544               |
| 2007年 | 557               |
| 2008年 | 555               |
| 2009年 | 577               |
| 2010年 | 600               |
| 2011年 | 594               |
| 2012年 | 587               |
| 2013年 | 598               |
| 2014年 | 619               |
| 2015年 | 644               |
| 2016年 | 608               |
| 2017年 | 611               |
| 2018年 | 632               |
| 2019年 | 583               |

## 車站周邊
- 四日市市役所保保地區市民中心（日语：四日市市役所#市民センター）
- 四日市市立保保小學
- 四日市市立保保中學
- 三重縣立朝明高等學校（日语：三重県立朝明高等学校）
- 保保郵局
- 秤乃館

## 相鄰車站
三岐鐵道
三岐線
山城－保保－北勢中央公園口

## 註腳
1. 1 2 3  曾根悟（監修）. 朝日新聞出版分冊百科編集部（編集） , 编. . 週刊朝日百科. 26号 長良川鉄道・明知鉄道・樽見鉄道・三岐鉄道・伊勢鉄道. 朝日新聞出版. 2011-09-18: 22、24 （日语）.
2. ↑  三重県統計書 （页面存档备份，存于）（日語） - 三重縣